# Cerro de los Infantes
El cerro de los Infantes es un yacimiento arqueológico español situado en la provincia de Granada, en el municipio de Pinos Puente, con una cronología que abarca desde la Edad del Cobre hasta la Edad Media. En este asentamiento se encontraba el oppidum ibérico de Ilurco. Según Villar, este nombre es un compuesto de la raíz Ibera il- 'ciudad' y de la raíz indoeuropea anterior -urc 'agua' o 'río'.

## Situación
Se encuentra situado en el término municipal de Pinos Puente (Granada, España), en el borde septentrional de la Vega de Granada, siendo esta una de las depresiones que forman el surco intrabético en la Alta Andalucía, y, aunque rodeada de zonas montañosas, constituye una unidad geográfica que queda abierta a las costas mediterráneas, al valle del Guadalquivir y a las planicies de Guadix-Baza por importantes pasos naturales que condicionan sus principales rutas de comunicación.

## Historia

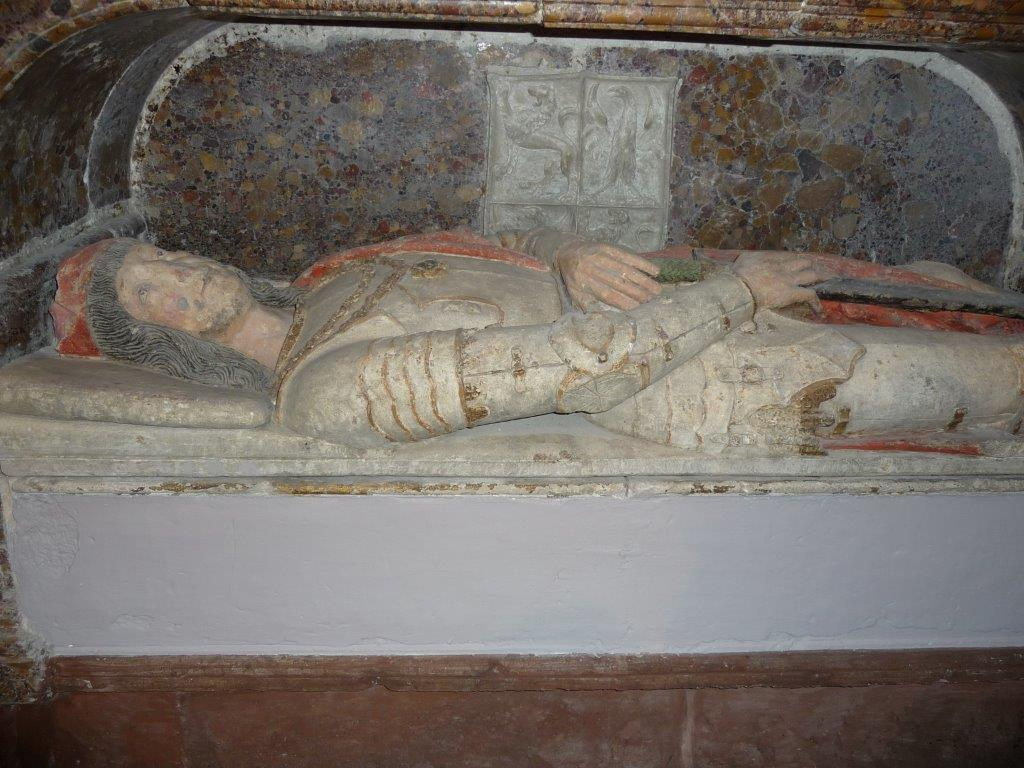
Sepulcro del infante Juan de Castilla el de Tarifa. (Capilla mayor de la catedral de Burgos).

Por su privilegiada situación geográfica, presenta una ocupación casi continua desde la prehistoria reciente hasta el período musulmán. Esto queda reflejado en su completa secuencia cultural, que se inicia en la Edad del Cobre, continuando durante el Bronce Pleno, Bronce Final, pre-ibérico, ibérico, Romano Imperial y finalizando en época medieval. Se trata de un asentamiento clave para entender la evolución del poblamiento desde las comunidades prehistóricas hasta el medievo en Andalucía.
El 25 de junio de 1319, durante el reinado de Alfonso XI de Castilla, tuvo lugar en el municipio de Pinos Puente, que aún pertenecía al reino nazarí de Granada, la batalla conocida como el Desastre de la Vega de Granada, en la que el ejército castellano fue derrotado por las tropas del rey Ismail I de Granada. Y en el Cerro de los Infantes, que desde entonces recibió ese nombre según refieren numerosos historiadores, murieron aquel día los infantes Juan y Pedro de Castilla, que eran los jefes del ejército cristiano y los tutores del rey Alfonso XI durante su minoría de edad junto con la reina María de Molina, abuela del monarca.

## Yacimiento arqueológico
El yacimiento se encuentra ubicado sobre un cerro calizo, en la margen derecha del río Velillos, consta de tres afloramientos rocosos, presentando el más elevado de ellos un amesetamiento superior de unos 100 m de longitud. La parte sur de la meseta se eleva abruptamente, dando forma a una especie de acrópolis natural, que se conoce con el nombre de Corona y en cuya cima existen diversos lienzos de muralla, que pueden datarse en el Bronce Pleno, aunque en tiempos ibero-romanos y en época árabe se superpusieron otras construcciones. Al norte, bajo la Corona, hay que destacar principalmente la potente secuencia estratigráfica que arranca de la Edad del Cobre documentada ya en las excavaciones de 1971 y 1976, resaltando la presencia de construcciones romanas pertenecientes a un edificio público. Al oeste de esta meseta y sobre un promontorio calizo algo menos destacado que los anteriores, excavaciones clandestinas pusieron al descubierto varios edificios de época romana, cuyas paredes estaban recubiertas por estucos pintados, así como una necrópolis, con tumbas de sillares, de época más avanzada. En las laderas que, hacia el sur y el este, bajan en dirección al río Velillos, aparecen materiales ibero-romanos y del Bronce Final. En la zona más alta de la ladera meridional destacan en número las cerámicas ibéricas clásicas, pero conforme se baja en altura, aproximándonos al río, abundan los materiales del Bronce Final y de época protohistórica.
El Cerro de los Infantes ha despertado desde el siglo XVI el interés de numerosos eruditos e investigadores, que localizaban en este yacimiento la ciudad romana de Ilurco.